# Мерњано Сан Савино (Мачерата)
Мерњано Сан Савино (итал. Mergnano San Savino) насеље је у Италији у округу Мачерата, региону Марке.
Према процени из 2011. у насељу је живело 37 становника. Насеље се налази на надморској висини од 425 м.